# لخضر (لحدار)
لخضر هي إحدى مشيخات المملكة المغربية، تتبع جغرافيا لإقليم آسفي وإداريًا للحدار. يقدر عدد سكانها بـ 3862 نسمة حسب الإحصاء الرسمي للسكان والسكنى لسنة 2004.